# Le Dancing rouge
Pour plus de détails, voir Fiche technique et Distribution.
Le Dancing rouge (titre original : The Broadway Peacock) est un film américain muet réalisé par Charles Brabin, sorti en 1922.

## Synopsis
Myrtle, hôtesse dans un cabaret, tombe amoureuse d'un jeune aristocrate, Harold Van Tassel. La famille de ce dernier s'oppose fermement à cette fréquentation.

## Fiche technique
- Titre original : The Broadway Peacock
- Titre français : Le Dancing rouge
- Réalisateur : Charles Brabin
- Scénario : Julia Tolsva
- Studio de production : Fox Film Corporation
- Photographie : George W. Lane
- Pays de production :  États-Unis
- Langue : Anglais
- Format : Noir et blanc - 35 mm - 1,33:1 - 5 bobines - Son : muet
- Dates de sortie : 
  - États-Unis : 19 février 1922
  - France : 9 novembre 1923

## Distribution
- Pearl White : Myrtle May
- Joseph Striker : Harold Van Tassel
- Doris Eaton : Rose Ingraham
- Harry Southard : Jerry Gibson
- Elizabeth Garrison : Mrs. Van Tassel